# Ibrahima Conté
Ibrahima Conté (Conakry, Guinea, 3 de abril de 1991) es un futbolista guineano que juega como centrocampista en el Maccabi Kabilio Jaffa de la Liga Leumit. Es internacional con la selección de fútbol de Guinea.

## Carrera
Conté proviene de la sección juvenil de Fello Star. Su primer partido con el K. A. A. Gante fue en la temporada 2009-10, contra el K. V. C. Westerlo.

## Clubes
| Club                      | País     | Año       |
| ------------------------- | -------- | --------- |
| K. A. A. Gante            | Bélgica  | 2009-2013 |
| Zulte Waregem             | Bélgica  | 2013-2014 |
| R. S. C. Anderlecht       | Bélgica  | 2014-2016 |
| K. V. Oostende            | Bélgica  | 2016-2019 |
| Waasland-Beveren (cedido) | Bélgica  | 2017      |
| PFC Beroe Stara Zagora    | Bulgaria | 2019-2021 |
| Bnei Sakhnin F. C.        | Israel   | 2021-2023 |
| Maccabi Kabilio Jaffa     | Israel   | 2023-     |